# Fresnillo de las Dueñas
Fresnillo de las Dueñas è un comune spagnolo di 649 abitanti situato nella comunità autonoma di Castiglia e León.